# 1904年セントルイスオリンピックの陸上競技
1904年セントルイスオリンピックの陸上競技（1904ねんセントルイスオリンピックのりくじょうきょうぎ）は、1904年7月1日から9月3日までの競技日程で実施された。

## 概要
男子のみの25種目で争われた。

## 競技結果
| 種目         | 金 | 金       | 銀 | 銀       | 銅                                              | 銅       |
| ------------ | --- | -------- | --- | -------- | ----------------------------------------------- | -------- |
| 60m          | アーチー・ハーン アメリカ合衆国 (USA)                                                                                     | 7秒0     | ウィリアム・ホーゲンソン アメリカ合衆国 (USA)                                                             | 7秒2     | フェー・モールトン アメリカ合衆国 (USA)         | 7秒2     |
| 100m         | アーチー・ハーン アメリカ合衆国 (USA)                                                                                     | 11秒0    | ネイト・カートメル アメリカ合衆国 (USA)                                                                   | 11秒2    | ウィリアム・ホーゲンソン アメリカ合衆国 (USA)   | 11秒2    |
| 200m         | アーチー・ハーン アメリカ合衆国 (USA)                                                                                     | 21秒6    | ネイト・カートメル アメリカ合衆国 (USA)                                                                   | 21秒9    | ウィリアム・ホーゲンソン アメリカ合衆国 (USA)   | 21秒9    |
| 400m         | ハリー・ヒルマン アメリカ合衆国 (USA)                                                                                     | 49秒2    | フランク・ウォーラー アメリカ合衆国 (USA)                                                                 | 49秒9    | ハーマン・グローマン アメリカ合衆国 (USA)       | 50秒0    |
| 800m         | ジム・ライトボディ アメリカ合衆国 (USA)                                                                                   | 1分56秒0 | ハワード・バレンタイン アメリカ合衆国 (USA)                                                               | 1分56秒3 | エミール・ブライトクロイツ アメリカ合衆国 (USA) | 1分56秒4 |
| 1500m        | ジム・ライトボディ アメリカ合衆国 (USA)                                                                                   | 4分05秒4 | ウィリアム・ヴァーナー アメリカ合衆国 (USA)                                                               | 4分06秒8 | レイシー・ハーン アメリカ合衆国 (USA)           |          |
| マラソン     | トーマス・ヒックス アメリカ合衆国 (USA)                                                                                   | 3:28:53  | アルベール・コレー アメリカ合衆国 (USA)                                                                   | 3:34:52  | アーサー・ニュートン アメリカ合衆国 (USA)       | 3:47:33  |
| 110mハードル | フレデリック・シュール アメリカ合衆国 (USA)                                                                               | 16秒0    | タデウス・シデラー アメリカ合衆国 (USA)                                                                   | 16秒3    | レスリー・アッシュバーナー アメリカ合衆国 (USA) | 16秒4    |
| 200mハードル | ハリー・ヒルマン アメリカ合衆国 (USA)                                                                                     | 24秒6    | フランク・キャッスルマン アメリカ合衆国 (USA)                                                             | 24秒9    | ジョージ・ポージ アメリカ合衆国 (USA)           | 25秒2    |
| 400mハードル | ハリー・ヒルマン アメリカ合衆国 (USA)                                                                                     | 53秒0    | フランク・ウォーラー アメリカ合衆国 (USA)                                                                 | 53秒2    | ジョージ・ポージ アメリカ合衆国 (USA)           | 56秒8    |
| 2590m障害    | ジム・ライトボディ アメリカ合衆国 (USA)                                                                                   | 7分39秒6 | ジョン・デーリー イギリス (GBR)                                                                           | 7分40秒6 | アーサー・ニュートン アメリカ合衆国 (USA)       | 7分46秒0 |
| 4マイル団体  | アメリカ合衆国 アーサー・ニュートン ジョージ・アンダーウッド ポール・ピルグリム ハワード・バレンタイン デビッド・マンソン | 27点     | 混合チーム ジム・ライトボディ ウィリアム・ヴァーナー レイシー・ハーン アルベール・コレー シドニー・ハッチ | 28点     | 該当チームなし                                  |          |
| 走高跳       | サミュエル・ジョーンズ アメリカ合衆国 (USA)                                                                               | 1m80cm   | ギャレット・サーヴィス アメリカ合衆国 (USA)                                                               | 1m77cm   | パウル・ヴァインシュタイン ドイツ (GER)         | 1m77cm   |
| 棒高跳       | チャールズ・ドボラク アメリカ合衆国 (USA)                                                                                 | 3m50cm   | リロイ・サムゼ アメリカ合衆国 (USA)                                                                       | 3m35cm   | ルイス・ウィルキンス アメリカ合衆国 (USA)       | 3m35cm   |
| 走幅跳       | マイヤー・プリンスタイン アメリカ合衆国 (USA)                                                                             | 7m34cm   | ダニエル・フランク アメリカ合衆国 (USA)                                                                   | 6m89cm   | ロバート・スタングランド アメリカ合衆国 (USA)   | 6m88cm   |
| 三段跳       | マイヤー・プリンスタイン アメリカ合衆国 (USA)                                                                             | 14m32cm  | フレデリック・エンゲルハード アメリカ合衆国 (USA)                                                         | 13m90cm  | ロバート・スタングランド アメリカ合衆国 (USA)   | 13m36cm  |
| 立ち幅跳び   | レイ・ユーリー アメリカ合衆国 (USA)                                                                                       | 3m50cm   | チャールズ・キング アメリカ合衆国 (USA)                                                                   | 3m43cm   | ジョン・ビラー アメリカ合衆国 (USA)             | 3m43cm   |
| 立ち三段跳び | レイ・ユーリー アメリカ合衆国 (USA)                                                                                       | 10m54cm  | チャールズ・キング アメリカ合衆国 (USA)                                                                   | 10m16cm  | ジョセフ・スタドラー アメリカ合衆国 (USA)       | 9m53cm   |
| 立ち高跳び   | レイ・ユーリー アメリカ合衆国 (USA)                                                                                       | 1m49cm   | ジョセフ・スタドラー アメリカ合衆国 (USA)                                                                 | 1m44cm   | ローソン・ロバートソン アメリカ合衆国 (USA)     | 1m44cm   |
| 砲丸投       | ラルフ・ローズ アメリカ合衆国 (USA)                                                                                       | 14m81cm  | ウェズリー・コー アメリカ合衆国 (USA)                                                                     | 14m40cm  | レオン・フォイエルバッハ アメリカ合衆国 (USA)   | 13m37cm  |
| 円盤投       | マーチン・シェリダン アメリカ合衆国 (USA)                                                                                 | 39m28cm  | ラルフ・ローズ アメリカ合衆国 (USA)                                                                       | 39m28cm  | ニコラオス・ゲオルガンタス ギリシャ (GRE)       | 37m68cm  |
| ハンマー投   | ジョン・フラナガン アメリカ合衆国 (USA)                                                                                   | 51m23cm  | ジョン・デウィット アメリカ合衆国 (USA)                                                                   | 50m26cm  | ラルフ・ローズ アメリカ合衆国 (USA)             | 45m73cm  |
| 重錘投       | エティエンヌ・デマルトー カナダ (CAN)                                                                                     | 10m46cm  | ジョン・フラナガン アメリカ合衆国 (USA)                                                                   | 10m16cm  | ジェームズ・ミッチェル アメリカ合衆国 (USA)     | 10m13cm  |
| 三種競技     | マックス・エメリッチ アメリカ合衆国 (USA)                                                                                 | 35.7点   | ジョン・グリーブ アメリカ合衆国 (USA)                                                                     | 34.0点   | ウィリアム・マーツ アメリカ合衆国 (USA)         | 33.9点   |
| 十種競技     | トム・カイリー イギリス (GBR)                                                                                             | 6036点   | アダム・ガン アメリカ合衆国 (USA)                                                                         | 5907点   | トラクストン・ヘア アメリカ合衆国 (USA)         | 5813点   |

## 各国メダル数
| 順 | 国・地域             | 金 | 銀 | 銅 | 計 |
| -- | -------------------- | -- | -- | -- | -- |
| 1  | アメリカ合衆国 (USA) | 23 | 23 | 22 | 68 |
| 2  | イギリス (GBR)       | 1  | 1  | 0  | 2  |
| 3  | カナダ (CAN)         | 1  | 0  | 0  | 1  |
| 4  | 混合チーム (ZZX)     | 0  | 1  | 0  | 1  |
| 5  | ドイツ (GER)         | 0  | 0  | 1  | 1  |
| 5  | ギリシャ (GRE)       | 0  | 0  | 1  | 1  |